# Матінка Джозефа Парізо
Матінка Джозефа Парізо (Матінка Джозефа від Пресвятого Серця (16 квітня 1823 – 19 січня 1902)  - канадська черниця, перша жінка-архітекторка у Британській Колумбії,  керівниця групи членів своєї конгрегації на тихоокеанський північний захід Сполучених Штатів. Під її керівництвом була створена мережа шкіл і закладів охорони здоров’я для обслуговування американських поселенців у цій частині країни. За вагомий несок у розвиток цього регіону її зображення у вигляді статуї міститься у Національній колекції статуй від штату Вашингтон у Капітолії.

## Біографія

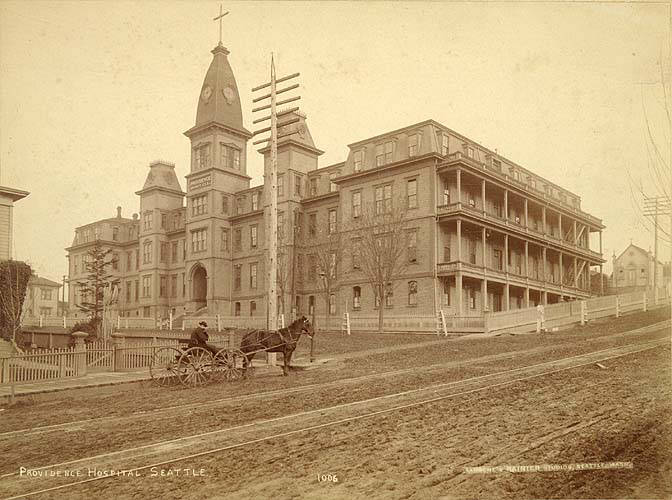
Лікарня Провіденс (1882–1883; була зруйнована в 1911 році), Fifth and Madison у Сіетлі, штат Вашингтон (нині на місці будівлі суду США Вільяма Кензо Накамури). Розроблена спільно з Дональдом Маккеєм.

У мирському житті матінка Джозефа була Естер Парізо. Народилася в Сент-Ельзеарі за 5 кілометрів від муніципалітету Сен-Мартен у Канадській провінції Квебек. 
1843 році, коли їй виповнилося 20 років прийняла постриг Сестер Милосердя Провидіння (нині Сестер Провидіння ) у Монреалі . Кажуть, у той час її батько, візник, який супроводжував її, сказав настоятельці : «Я привожу вам свою доньку Естер, яка хоче присвятити себе Богу. Вона вміє читати, писати, точно рахувати, шити, готувати, прясти і виконувати будь-яку роботу по дому. Вона навіть може займатися столярною справою, володіючи молотком і пилкою так само добре, як її батько. Вона також може планувати для інших і досягає успіху у всьому, за що береться. Я запевняю вас, мадам, що колись з неї вийде гарний настоятель»  Вона взяла ім'я Сестра Джозефа на честь свого батька.
У 1856 році Огюстен-Маглуар Бланше, єпископ нової єпархії Нескваллі (тепер архієпархія Сіетла ), звернувся до Сестер Провидіння в Монреалі, шукаючи їхньої допомоги для своєї єпархії в тихоокеанських північно-західних територіях Сполучених Штатів . Мати Джозеф була обрана вести чотирьох напарників місіонерів до цього регіону. У супроводі єпископа вони понад місяць подорожували з Монреаля і прибули на місце 8 грудня 1856 року. Вони подорожували до Нью-Йорка потягом, а до Панами — кораблем, згодом перетнули Панамський перешийок Панамською залізницею, а потім пароплавом «Брат Джонатан» до Орегону. 
Після прибуття на місце виникли складнощі з поселенням - вікарій, що мав відповідати за це очікував, що вони оселятьс яв іному місці і тому не підготував для них житло, тому спочатку вони спали на горищі.
Згодом Сестри переїхали до Ванкувера, штат Вашингтон. Спочатку вони жили в невеликому будинку, який одночасно виконував роль монастиря. Уже 14 квітня 1857 року ними була відкрита перша школа, вони взяли під свою опіку кількох дітей-сиріт і чоловіка, який залишився без даху над головою. Єпископ Бланше дав їм два акри землі на вимогу місії Сент-Джеймс. Там були побудовані багатоцільових будівель, які сесестри назвали Провидінням Святих Ангелів. 
Протягом наступних кількох років тут містилися:
- монастир;
- новіціат і лазарет;
- притулок для хлопчиків і дівчаток;
- інтернат і денна школа;
- кімнати для людей похилого віку;
- кімнати для божевільних;
- перша лікарня Св. Йосипа.

Сестри також опікувалися паствою собору св. Якова, а також відвідували бідних і хворих.
Єпархія мала тривалий конфлікт щодо права власності на місію Сент-Джеймс, тому вона не стала постійним місцем перебуванням місії сестер. Натомість матінка Джозефа для захисту сестер та їхньої роботи придбала майно подалі від спірної території та зареєструвала свою місію як місію «Сестер милосердя Дому Провидіння на території Вашингтона» 28 січня 1859 року. Вона й зараз залишається однією з найстаріших корпорацій штату Вашингтон і материнською корпорацією "Providence Health & Services".
На початку 1870-х років матінка Джозефа почала планувати постійний дім для Провидіння Святих Ангелів на придбаній у Ванкувері. Нею була спроектовано та проконтролювано будівництво Академії Провіденс.  Сестри та їхні підопічні переїхали до Академії 7 вересня 1874 року, ще до завершення внутрішніх робіт. 
Матінка Джозефа також керувала будівництвом великої прибудови в 1891 році, але зовнішній вигляд будівлі залишився майже таким, яким був до того. Прискіплива до деталей, мати Джозефа часто перевіряла фундаменти, крокви та підстрибувала на дошках, щоб перевірити якість робіт.
Як архітектор і художник, вона відповідала за проектування деяких будівель і нагляд за їх будівництвом. Вона збирала кошти, мандруючи горами та пустелею верхи на коні. Кожний з її «жебрацьких турів» у шахтарські табори тривав кілька місяців і збирав від 2000 до 5000 доларів на реалізацію поставленої мети. 
Матінка Джозефа бралі участь у будівництві таких будівель:
- Академія Провіденса (1856), Ванкувер, Вашингтон.
- 1858 Лікарня Св. Йосипа, Ванкувер.
- 1863 Providence St. Joseph (школа), Steilacoom, Washington.
- 1864 St. Vincent Academy Walla Walla, Washington[8]

Тури також не обійшлися без небезпеки з боку розбійників. Вона майже втратила всі свої доходи від туру в 1866 році, коли її намагалися пограбувати. Для того, щоб цього не сталося, вона придумала хитрість, сказавши розбійнику, що: «Там немає нічого, що вам потрібно». 
Вона подорожувала аж до  Айдахо та Монтани. Пізніше її співвітчизники з Огайо заснували індійські місіонерські школи в Монтані.  Матінка Джозефа ефективно підтримувала їхні численні установи, тоді як її настоятелі в Монреалі не мали достатньо ресурсів для їх підтримки, що є свідченням її наполегливості та відданості служінню іншим.
Померла матінка Джозефа від пухлини мозку 19 січня 1902 року в Академії Провіденс у Ванкувері, штат Вашингтон, і похована на кладовищі Матері Джозефа. Вона алишила значний спадок у гуманітарній сфері, однак Американський інститут архітекторів ніколи не проголошував її  «Першим архітектором тихоокеанського північного заходу» як багато хто думає. Проте вона спланувала та побудувала деякі з перших у регіоні постійних навчальних закладів та закладів медичного обслуговування.

## Вшанування
У 1980 році штат Вашингтон визнав її численні таланти та внесок, і вона була увіковечнена уНаціональній колекції статуй Капітолію США . Бронзова статуя матінки Джозефи була створена Феліксом В. де Велдоном та передана до колекції в Капітолій США.
Втім, спершу таке вшанування зустріло спротив серед населення. Проте 4 лютого 1977 року відбулося перше слухання щодо запропонованої статуї у Вашингтоні, округ Колумбія. Законопроект № 574 був успішно прийнятий разом із сенатською версією законопроекту № 2431. За результатами голосування Фелікс де Уелдон отримав замовлення від Фонду Матінки Джозефи на створення її статуї. Багато хто з тих, хто дивився на статую, вважали, що на ній повинні були бути молоток і цвяхи замість складених у молитві рук. Втім, статуя вдало розкриває її бажання допомагати тим, хто цього потребує.
Окрім того, День народження матінки Джозефи відзначається штатом Вашингтон як офіційне державне свято з 1999 року. 16 квітня 1999 року губернатор Гері Локк підписав закон SB 5734. SB 5734 також встановив 4 вересня як День Маркуса Вітмена.

## Спадщина
Матінка Джозефа була відповідальною за завершення будівництва:
- одинадцяти лікарень;
- семи академій;
- п’яти шкіл для дітей корінних американців;
- двох сирітських будинків на території, яка зараз охоплює Вашингтон, північний Орегон, Айдахо та Монтану.

Академія «Провіденс» продовжувала працювати до 1966 року, коли враховуючи те, що число сестер, що навчаються, зменшилося, а школа потребувала реконструкції, сестри вирішили закрити Академію та продати свою власність у Ванкувері. Кілька років будівля пустувала, перш ніж у 1969 році її придбав Роберт Гідден, онук Лоуелла Гіддена, засновника компанії Hidden Brick Company, яка постачала цеглу для її будівництва. Тоді у будинку розташовувалися офіси, магазини, ресторан, школа Монтессорі та весільна каплиця. Будівля внесена до Національного реєстру історичних місць. 
У січні 2015 року The Hidden Family продала нерухомість Національному історичному заповіднику Ванкувера. Траст продовжуватиме поточне використання під час відновлення будівлі. 
У 2018 році Historic Trust оголосив про плани побудувати маломодерністську багатофункціональну забудову на території академії Провіденс, поруч з історичною будівлею. Цей план викликав суперечки. 

## Дивись також
- Жінки в архітектурі